# Kosmos 1030
O Kosmos 1030 (em russo: Космос 1030, significado Cosmos 1030) foi um satélite soviético de sistema de alerta anti-mísseis intercontinentais. Foi desenvolvido como parte do programa Oko de satélites artificiais. O satélite foi projetado para identificar lançamentos de mísseis usando telescópios ópticos e sensores infravermelhos.
O Kosmos 1030 foi lançado em 06 de setembro de 1978 do Cosmódromo de Plesetsk, União Soviética (atualmente na Rússia), através de um foguete Molniya-M. 
Em 17 de agosto de 2004, o satélite decaiu de sua órbita e reentrou na atmosfera terrestre.